# Antônio Joaquim Ribas
Antônio Joaquim Ribas (Rio de Janeiro, 23 de maio de 1818 — Petrópolis, 22 de fevereiro de 1890) foi um professor, advogado e político brasileiro.
Originalmente chamado de Simplício e filho de Antônio Joaquim de Macedo e de Maria Prudência Ribas, troca seu nome para Antônio Joaquim por ocasião da sua crisma, com o intuito de homenagear o seu pai.
Formado pela Faculdade de Direito de São Paulo em 1840, ali ingressou como professor, lecionando aulas de história, economia política, direito administrativo, direito público, direito civil e direito eclesiástico.
Foi deputado provincial em várias legislaturas, desde 1849 até mudar-se para o Rio de Janeiro, onde passou a exercer a função de advogado. Escreveu diversas obras sobre Direito.
Agraciado comendador da Imperial Ordem de Cristo.

## Obra
- Curso de Direito Civil Brasileiro, Rio: Laemmert, 1865.
- Direito Administrativo Brasileiro: Noções Preliminares, Rio: Pinheiro, 1866.
- Consolidação das Disposições Legislativas e Regulamentares Concernentes ao Processo Civil, Rio: Tipografia Nacional, 1878.
- Consolidação das Leis do Processo Civil, Rio: Dias de Silva, 1879.
- Da Posse e das Ações Possessórias Segundo o Direito Pátrio Comparado com o Direito Romano e Canônico, 2ª ed., São Paulo: Miguel Melillo, 1901.